# مقاطعة ميرسر (فرجينيا الغربية)
مقاطعة ميرسر هي مقاطعة في فيرجينيا الغربية، بلغ عدد سكانها 62٬264  نسمة، في 2010، عاصمتها برينستون، تبلغ مساحتها 1٬090 كيلومتر مربع.

## الموقع
تشترك في الحدود مع:
- مقاطعة رالي (فرجينيا الغربية)
- مقاطعة بلاند.